# USS Des Moines (CL-17)
USS Des Moines (C-15/PG-29/CL-17) byl chráněný křižník třídy Denver, který během první světové války sloužil v řadách amerického námořnictva. Šlo o první loď amerického námořnictva pojmenovanou po městě Des Moines ve státě Iowa.

## Historie
Jeho stavba byla zahájena 28. srpna 1900 v loděnici Fore River Ship and Engine Company ve městě Quincy ve státě Massachusetts. Na vodu jej spustili 5. března 1904 a do služby byl uveden 5. března 1904. V prosinci téhož roku se připojil k severoatlantské eskadře. Během první světové války sloužil v letech 1915 až 1917 v oblasti Blízkého východu, kde chránil americké občany, transportoval misionáře a uprchlíky z Turecka, Sýrie a Palestiny. Později doprovázel konvoje obchodních lodí z New Yorku a Norfolku do Atlantiku, kde jeho roli převzaly torpédoborce. V dubnu 1919 odplul z New Yorku do ruského Archangelsku, kde chránil americké zájmy před otřesy způsobenými Bolševickou revolucí a odvezl do Spojených států americké jednotky, které sloužily v okolí Archangelsku. Z provozu byl vyřazen 9. dubna 1921 a 11. března 1930 jej americké námořnictvo prodalo k sešrotování.
Klasifikace lodi se nejprve změnila 7. července 1920 z C-15 na PG-29. Konečnou imatrikulaci CL-17 loď obdržela 8. srpna 1921.